# Lagisca moseleyi
Lagisca moseleyi är en ringmaskart som beskrevs av McIntosh 1885. Lagisca moseleyi ingår i släktet Lagisca och familjen Polynoidae. Inga underarter finns listade i Catalogue of Life.